# Museo numismatico della Zecca Italiana
Il Museo della Zecca Italiana dell'Istituto Poligrafico e Zecca dello Stato, dopo una lunga permanenza presso il Palazzo delle Finanze, sede del Ministero dell'economia e delle finanze, nel rione Castro Pretorio a Roma, è stato inaugurato nella nuova sede di via Salaria 712 nel mese di ottobre 2016. Fu presentato in anteprima a Taormina in settembre 2015.

## Storia
Il museo trae origine dall'acquisizione di varie collezioni da parte del Vaticano già sul finire del XVIII secolo, indi, nel 1822 venne costituito il gabinetto numismatico che si prefisse di conservare e restaurare monete antiche e di fare delle copie di medaglie pontificie. Nel 1870 la zecca del Vaticano fu assorbita dal ministero delle finanze. Vittorio Emanuele III incrementò la raccolta di monete mediante varie donazioni. Nel 1911 il museo fu posto presso la zecca dell'Esquilino, in una cui sala erano esposte le monete e le medaglie, in un'altra le cere di Pistrucci e in un'altra ancora la collezione vaticana. Nel 1962 parte delle collezioni vennero portate nel Palazzo delle Finanze, sede del Ministero delle Finanze in Via XX Settembre, e da allora il museo è in costante accrescimento con l'acquisizione di nuove raccolte.

## Descrizione
Il museo consta di circa 20.000 tra monete, medaglie e modelli in cera, non solo italiani, ma anche esteri suddivisi in:
- medaglie pontificie (1.913 pezzi) e medaglie religiose;
- medaglie del novecento e oggetti di conio.

I modelli di Benedetto Pistrucci comprendono bozze di monete, medaglie e cammei acquistati nel 1912.
I modelli di Giuseppe e Francesco Bianchi constano di 96 esemplari di cui 15 realizzati da Giuseppe, i restanti dal figlio Francesco.